# Waldfriedhof Oberschöneweide
Der Waldfriedhof Oberschöneweide ist ein städtischer Friedhof im Berliner Ortsteil Oberschöneweide im Bezirk Treptow-Köpenick. Er wurde 1902 im Auftrag des Mitgründers der Allgemeinen Elektricitäts-Gesellschaft (AEG) Emil Rathenau von Max Stutterheim als Kirchhof an der Waldstraße (im Eichgestell) angelegt. Erst seit der Fertigstellung des Volksparks Wuhlheide hat er die Adresse An der Wuhlheide 131 a.

## Beschreibung und Geschichte

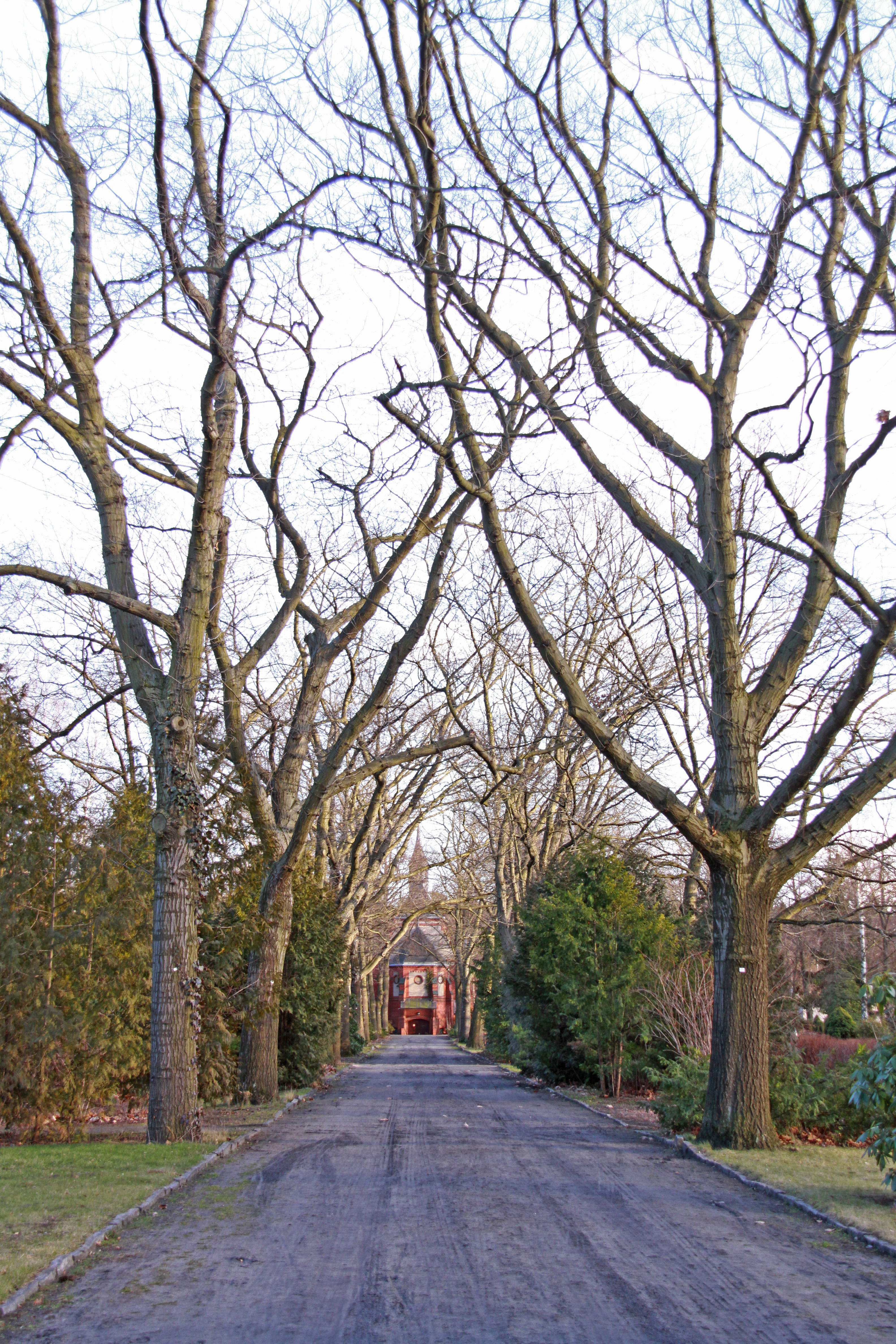
Hauptallee

Der Friedhof mit einer ursprünglichen Fläche von 1,02 Hektar war ein Geschenk des Fabrikanten Emil Rathenau an die Landgemeinde Oberschöneweide. Rathenau finanzierte auch den Bau der Friedhofskapelle und eines Wohnhauses für den Friedhofsverwalter. In Oberschöneweide war zuvor ein wesentlicher Standort der AEG aufgebaut worden. Die Einweihung des kommunalen Friedhofs erfolgte im Februar 1903 anlässlich der Beerdigung des Königlichen Försters Franz Witte, der in der Siemensstraße gewohnt hatte. Für Planung und Bau wurde der Architekt und Maurermeister Max Stutterheim gewonnen. Er ließ geometrisch gegliederte Grabfelder anlegen und die Südseite für Erbbegräbnisse herrichten. Die Friedhofskapelle, nach dem Vorbild mittelalterlicher Kapellen als Backsteinbau errichtet, wurde erst nach der Einweihung des Friedhofs 1903/1904 fertiggestellt.
In den Jahren 1908 ließ ihn die Stadtgemeinde erstmals erweitern, im Jahr 1920 erhielt er weitere Flächen für die Gefallenen des Ersten Weltkrieges. So belegt er aktuell eine Fläche von 57.338 Quadratmetern. Die Gesamtanlage inklusive der Verwaltungsgebäude und der Kapelle steht seit einigen Jahren unter Denkmalschutz, ebenso wie eine Reihe von besonders herausragenden Grabmälern auf der Fläche.
Nach dem Zweiten Weltkrieg wurde zudem eine Gedenkstätte für die Opfer des Faschismus mit einem Sammelgrab und 314 Einzelgräbern eingerichtet.
Auf dem Urnengrabfeld befindet sich seit 2021 die Skulptur „Namen im Raum“ des Bildhauers Rainer Fest.

## Grabmäler und Persönlichkeiten

### Grabstätte Rathenau

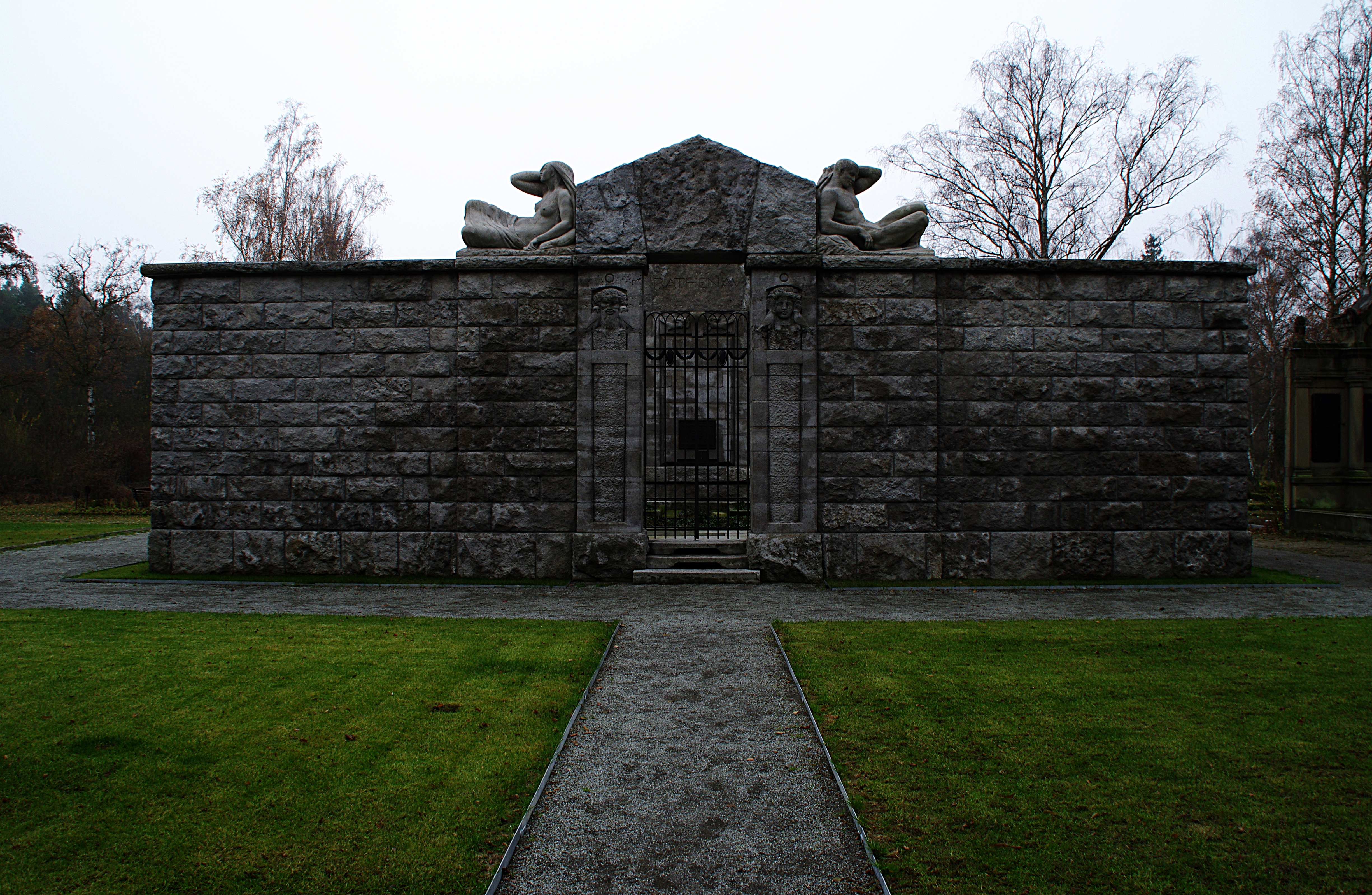
Grabstätte

Die auffälligste Begräbnisstätte des Friedhofs ist das Grab der Familie Rathenau, das der Architekt Alfred Messel im Jahr 1903 entworfen hatte. Die rechteckige Anlage aus rustiziertem Kalkstein in Formen des zyklopischen Jugendstils trägt am gegiebelten Eingang überlebensgroße Figuren aus dem Atelier des Bildhauers Hermann Hahn.
Beerdigt sind hier neben Erich Rathenau (1871–1903), der als erster technischer Leiter im Kabelwerk Oberspree wirkte und bei einer Reise nach Ägypten verstorben war, Emil Rathenau († 1915) und seine Frau Mathilde Rathenau († 1926). Das Grab von Walther Rathenau, der 1922 ermordet wurde und sich einen Namen als Industrieller, Schriftsteller und Politiker gemacht hatte, ist als Berliner Ehrengrab gekennzeichnet und mit einer Gedenktafel versehen.
Die Grabstätte Rathenau wurde 2011/2012 mit Mitteln der Hermann-Reemtsma-Stiftung umfassend saniert.
Die Namensinschriften der Familie sind bis auf die Gedenkplatte nicht lesbar, das Tor ist verschlossen.

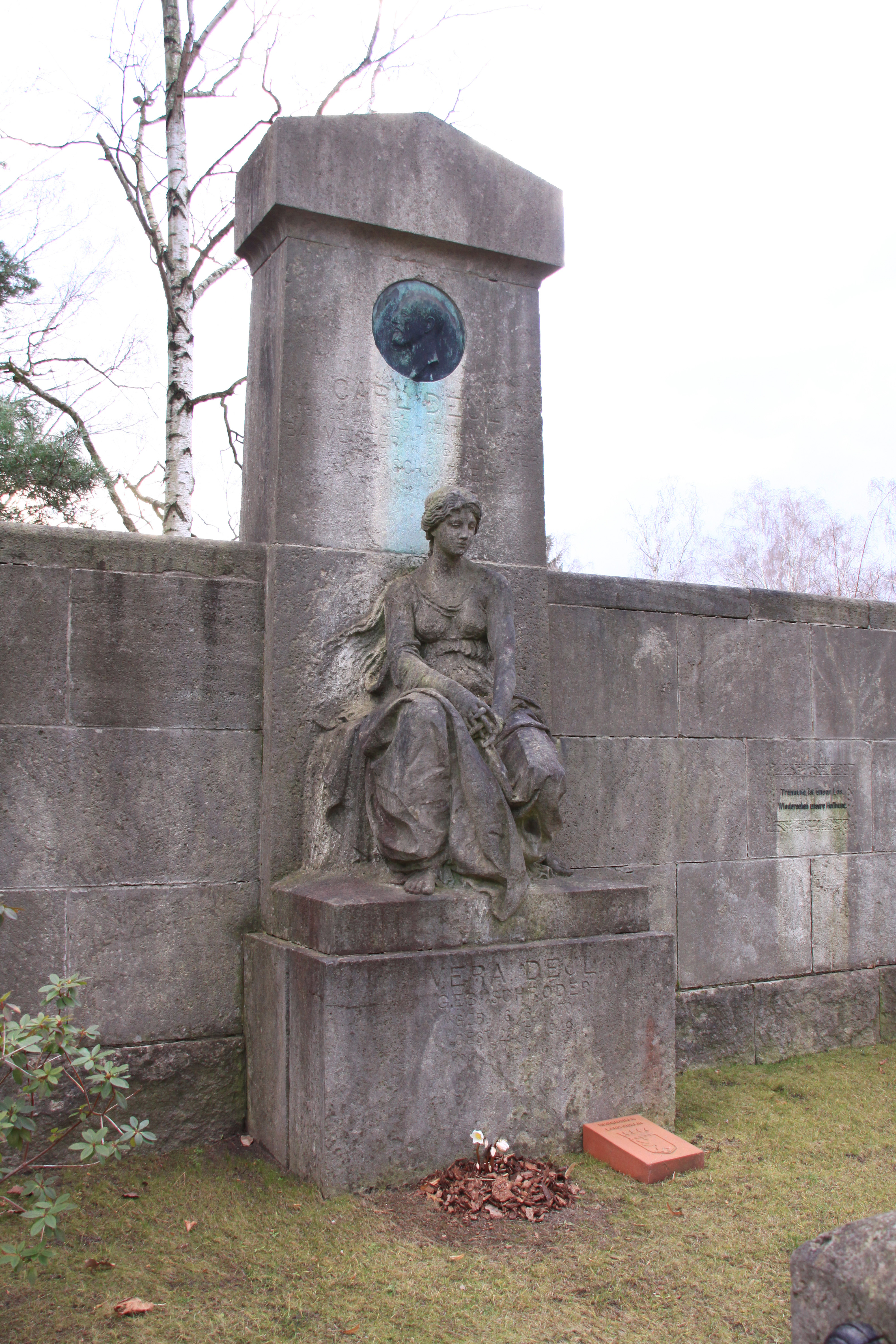
Grabstätte Deul

### Grabstätten Deul und Engel
Ebenfalls 1904 entstand das Grabmal für Carl Deul, das wegen Deuls Verdiensten um die Errichtung von Industriegebäuden in Schöneweide ebenfalls als Ehrengrab ausgewiesen ist. Das Grab in der Erbbegräbnismauer des Baumeisters und Architekten ist von einer Trauernden vor einer Stele mit einem Grabmedaillon des Verstorbenen geschmückt.
Ein drittes bedeutsames Erbgrabmal ist Familie Engel gewidmet, von denen heute nur noch Otto Engel, der Inhaber der Frister-Lampenfabrik, namentlich erkennbar ist. Das aufwändige Grabmalensemble aus mehreren Säulen und Bronzefiguren wurde 1908 von Franz Feuerhardt und Heinrich Koch erbaut.

### Ehrenmal der Gefallenen des Ersten Weltkriegs
Das Kriegerdenkmal der im Ersten Weltkrieg Gefallenen trägt alle Namen sowie das Geburts- und Sterbedatum der einzelnen Personen.

### Gedenkstein für NS-Opfer
Auf dem Waldfriedhof steht rechts vom Hauptweg ein grabmalsähnlicher Gedenkstein für den kommunistischen Widerstandskämpfer gegen den Nationalsozialismus Fritz Plön, seine Lebensgefährtin Elfriede Tygör und sechs weitere NS-Opfer: Erich Busse, Wilhelm Firl, Fritz Kirsch, Günther Ratajczak und Bernhard Sobottka.

### Weitere Grabstätten
| - Georg Benz (1872–1914), Leiter der Berliner Ostbahnen - Uwe Berger (1928–2014), Lyriker, Essayist und Erzähler - Albert Eveking (1872–1937), Baumeister - Herbert Fechner (1913–1998), Oberbürgermeister von Ost-Berlin und Bezirksbürgermeister von Köpenick - Wilhelm Firl (1894–1937), Politiker und Widerstandskämpfer - Horst Gibtner (1940–2006), CDU-Politiker, letzter DDR-Verkehrsminister - Erika Krause (1924–2017), Fernsehmoderatorin - Otto Kühn (19./20. Jahrhundert), Gastwirt und Wasserboutiquer (historische Bezeichnung für einen Händler mit Wasser) | - Heinrich Lehmann (1856–1919), Baumeister und Kommunalpolitiker - Bernhard Leisering (1951–2012), Architekt - Reinhard Müller (1899–1918), Pilot - Hermann Noack (1859–1916), Baumeister - Fritz Plön (1906–1944), Bootsbauer und Widerstandskämpfer - Hans-Joachim Preil (1923–1999), Schauspieler und Autor - Hermann Temmler (1876–1929), Gründer der Temmler-Werke – Vereinigte Chemische Fabriken - Heinz Werner (1921–1997), Bibliothekar |